# Vittorio Cascetta
Vittorio Cascetta (Napoli, 21 marzo 1928 – Napoli, 21 ottobre 1989) è stato un politico italiano.

## Biografia
Esponente della Democrazia Cristiana, laureato in filosofia, nel 1970 venne eletto al Consiglio regionale della Campania e ricoprì l'incarico di presidente del Comitato regionale per la programmazione economica. Dopo la caduta della giunta di Alberto Servidio e una lunga crisi politica durata centoventotto giorni, il 20 luglio 1973 Cascetta fu eletto presidente della Campania, alla guida di una giunta composta da democristiani, socialisti, socialdemocratici e repubblicani.
Fu il padre di Ennio Cascetta, professore universitario e assessore regionale.